# Sara Renda
Sara Renda (Alcamo, 12 febbraio 1991) è una ballerina italiana di danza classica.
Il 15 dicembre 2015 è stata nominata étoile dell'Opéra National de Bordeaux, una delle più giovani ballerine ad aver ottenuto questo riconoscimento.

## Biografia
Sara è originaria di Alcamo, nella provincia di Trapani, dove ha trascorso i primi anni: la madre è un'insegnante di educazione fisica, ex campionessa di pattinaggio a rotelle, e il padre lavora al Ministero della giustizia. Ad appena tre anni di età, la mamma l'ha iscritta alla scuola di danza di Annamaria Campanelli, poi è passata al Teatro Massimo di Palermo, dove faceva parte della sezione “Piccoli Danzatori”.
In seguito, grazie a Marco Pierin, presente in giuria ad un concorso, a 11 anni ha sostenuto con successo l’audizione all’Accademia Teatro alla Scala di Milano, dove è stata ammessa; si è diplomata con il massimo dei voti, ma non essendo poi stata scelta per il corpo di ballo scaligero, si è trasferita in Francia nel 2010.

## Carriera
Nel settembre 2010 ha firmato un contratto con l'Opéra National de Bordeaux, e dopo 4 anni, nel dicembre 2014 è stata nominata prima ballerina, per poi essere promossa, appena un anno dopo e alla giovane età di 24 anni, Étoile da Charles Jude, direttore della compagnia, e Thierry Fouchet direttore del teatro.

### Premi e riconoscimenti
- Luglio 2014: medaglia di bronzo al prestigioso Concorso internazionale di balletto di Varna:[2] prima italiana a salire sul podio, nei cinquanta anni di esistenza di questa competizione). Nella sezione femminile, la giuria, sotto la presidenza di Vladimir Vassiliev, ha assegnato solo due medaglie d’argento e due di bronzo, nessuna medaglia d’oro.[2]
- 10 gennaio 2015: targa di encomio, consegnata dal sindaco di Alcamo, dott. Sebastiano Bonventre[3]
- 2015: vincitrice del premio Danza&Danza, come migliore Danzatrice italiana all'estero.
- 2015: Premio DanzArenzano Arte 2015[4]
- 15 dicembre 2015: nomina a Étoile dell'Opéra National de Bordeaux
- 22 luglio 2019: Una targa di encomio, consegnata dal sindaco di Alcamo, dott. Domenico Surdi, in segno di riconoscimento personale per essersi distinta nella sua brillante carriera artistica di ballerina.

### Performances
Come prima ballerina ha ballato in questi ruoli principali:
- Roméo et Juliette
- Giselle (2011 e 2012)
- Variation de l’Acte III dans Paquita (Dans les pas de Petipa, giugno 2012)
- Casse-Noisette di Charles Jude (dicembre 2014)
- Tétris creazione di A.Egéa
- Don Chisciotte
- Lo Schiaccianoci e la Bella Addormentata di Charles Jude (dicembre 2012)
- Strawinsky Violin Concerto
- I Quattro Temperamenti di G. Balanchine
- Carmina Burana et Chopin Número Uno di Mauricio Wainrot
- Un Américain à Paris et Rhapsody in Blue di McNeely[4]
- Who Cares? di George Balanchine
- Il est de certains coeurs di Itzik Galili
- Parfois une hirondelle, creazione di C. Brumachon
- Coppélia (giugno 2013)
- Symphonie en trois mouvements, creazione di R. Wherlock (ottobre 2013)
- Tam-tam et percussion di F. Blaska,
- Cupidon dans Don Quichotte di Charles Jude (2014)
- Pneuma di Carolyn Carlson (marzo 2014)
- Suite en blanc di Serge Lifar (ottobre 2014)
- Marie in Casse-Noisette (dicembre 2014)
- If to Leave is to Remember di Carolyn Carlson (4 Tendances, 5 marzo 2015)
- Pas de trois et danse espagnole:Le Lac des cygnes di Charles Jude (giugno 2015)[4]
- Gala Petipa (ottobre 2015)
- Aurore in:La Belle au bois dormant di Charles Jude (dicembre 2015)
- La Reine Morte di Kader Belarbi (marzo 2016)
- rôle-titre in Giselle di Charles Jude (maggio 2016)
- Le Messie di Mauricio Wainrot (giugno 2016)
- Duo de Don Quichotte di Massenet chorégraphie Blanca Li (Les Voyages de Don Quichotte settembre 2016),
- Ariel:La Tempête di Mauricio Wainrot (novembre 2016)
- I viaggi di Don Chisciotte (settembre 2016)
- Coppélia (dicembre 2016)[4]
- Roméo et Juliette (luglio 2017)
- If to Leave is to Remember di Carolyn Carlson e Suite en blanc di Serge Lifar (ottobre 2017)
- Don Quichotte (dicembre 2017)
- Le Riche di Carolyn Carlson (marzo 2018)
- Notre-Dame de Paris (luglio 2019)
- Cenerentola (dicembre 2019)

### Curiosità
Oltre alla danza, nel tempo libero Sara coltiva questi hobby:
Meditazione, serie TV, cinema, viaggiare, ballo latino-americano
Il 21 luglio 2017 Sara si è sposata ad Alcamo con Riccardo Sardonè, attore e regista italiano.